# Bisdom Joliette
Het bisdom Joliette (Latijn: Dioecesis Ioliettensis) is een rooms-katholiek bisdom met als zetel Joliette, in Canada. Het bisdom is suffragaan aan het aartsbisdom Montréal. 

## Geschiedenis
Het bisdom werd opgericht op 27 januari 1904, uit delen van het aartsbisdom Montréal. 

## Parochies
Het bisdom had in 2021 een oppervlakte van 8.800 km2 en telde 287.000 inwoners waarvan 92,2% rooms-katholiek was.

## Bisschoppen
- Joseph-Alfred Archambault (27 juni 1904 - 25 april 1913)
- Joseph-Guillaume-Laurent Forbes (6 augustus 1913 - 29 januari 1928)
- Joseph Arthur Papineau (15 juni 1928 - 3 januari 1968)
  - Édouard Jetté (hulpbisschop: 3 januari 1948 - 3 januari 1968; apostolisch administrator: 30 april 1962 - 3 januari 1968)
- René Audet (3 januari 1968 - 31 oktober 1990)
- Gilles Lussier (7 september 1991 - 8 september 2015)
- Raymond Poisson (8 september 2015 - 18 mei 2018)
- Louis Corriveau (21 mei 2019 - heden)

Montréal (aartsbisdom) · Joliette · Saint-Jean-Longueuil · Saint-Jérôme-Mont-Laurier · Valleyfield